# أيداهو
آيداهو (بالإنجليزية: Idaho)‏ هي ولاية في المنطقة الشمالية الغربية من الولايات المتحدة. وهي تحد ولاية مونتانا إلى الشرق والشمال الشرقي، وايومنغ إلى الشرق ونيفادا ويوتا إلى الجنوب، وولايتا واشنطن وأوريغون إلى الغرب. وفي الشمال، تشترك في جزء صغير من الحدود الكندية مع مقاطعة كولومبيا البريطانية. ويبلغ تعداد سكانها 1.6 مليون نسمة وتبلغ مساحتها 83,569 ميل مربع (216,440 كم مربع)، ويقع ترتيبها في المركز الرابع عشر من حيث المساحة والتاسع والثلاثين من حيث عدد السكان بين الولايات الأمريكية الخمسين. عاصمة الولاية وأكبر مدنها هي مدينة بويزي.
سكنت الشعوب الأصلية الأمريكية منطقة آيداهو قبل الاستيطان الأوروبي، ولا يزال بعضهم يعيش في المنطقة. في أوائل القرن التاسع عشر، اعتبرت آيداهو جزءا من منطقة أوريغون، وهي منطقة متنازع عليها بين الولايات المتحدة والمملكة المتحدة. وأصبحت رسميا إقليما تابعا للولايات المتحدة بتوقيع معاهدة أوريغون لعام 1846، ولكن لم يتم تنظيمها كإقليم منفصل حتى عام 1863، حيث أدرجت لفترات في إقليم أوريغون وإقليم واشنطن. تم إدخالها في النهاية ضمن الاتحاد في 3 يوليو 1890، لتصبح الولاية الثالثة والأربعين.
تشكّل آيداهو جزءاً من منطقة شمال غرب المحيط الهادي (وما يرتبط بها من منطقة كاسكاديا الحيوية)، وتنقسم إلى عدة مناطق جغرافية ومناخية متميزة. في شمال الولاية، ترتبط منطقة آيداهو بانهاندل المعزولة نسبيا بشكل وثيق مع جغرافيا شرق واشنطن، وتشترك فيها منطقة المحيط الهادئ الزمنية – وتستخدم بقية الولاية المنطقة الزمنية الجبلية. ويشمل جنوب الولاية سهل نهر سنيك (الذي يشمل معظم السكان والأراضي الزراعية)، بينما يضم الجنوب الشرقي جزء من الحوض العظيم. آيداهو هي ولاية جبلية تماما، وتحتوي عدة مساحات من جبال روكي. بالإضافة إلى ذلك، حوالي 38 في المئة من أراضي آيداهو هي تحت إدارة خدمة الغابات في الولايات المتحدة، أكثر من أي ولاية.
وتشمل الصناعات الهامة لاقتصاد الولاية التصنيع والزراعة والتعدين والغابات والسياحة. وهناك عدد من شركات العلوم والتكنولوجيا يقع مقرها الرئيسي في آيداهو أو لديها مصانع هناك، حيث أن بها أيضا مختبر آيداهو الوطني، وهو أكبر منشأة خاصة بوزارة الطاقة في البلاد. يزود قطاع الزراعة في آيداهو عددا من المنتجات المختلفة، ولكن الولاية تشتهر بمحصول البطاطس الذي يشكل حوالي ثلث العائد على مستوى البلاد. اللقب الرسمي للولاية هو "الولاية الجوهرة"، والذي يشير إلى شهرة آيداهو بالأحجار الكريمة، وعلى نطاق أوسع، بمناطقها البرية.

## مدن رئيسية
حسب تقديرات مكتب الإحصاء الأمريكي في 2007 عشر أكبر مدن في الولاية هي (حسب الترتيب من الأكبر):
1. بويسي (202,832 نسمة).
2. نامبا (79,249 نسمة).
3. ميريديان (64,642 نسمة).
4. بوكاتيلو (54,572 نسمة).
5. أيداهو فولز (53,279 نسمة).
6. كويور دي أليني (42,267 نسمة).
7. توين فولز (41,510 نسمة).
8. كالدويل (39,889 نسمة).
9. لويستون (31,794 نسمة).
10. ريكسبورغ (27,575 نسمة).